# Porcellio jaicensis
Porcellio jaicensis är en kräftdjursart som beskrevs av Karl Wilhelm Verhoeff1907. Porcellio jaicensis ingår i släktet Porcellio och familjen Porcellionidae. Inga underarter finns listade i Catalogue of Life.